# Campionat del Món d'esgrima de 1954
El Campionat del Món d'esgrima de 1954 fou la desena edició del Campionat del Món d'esgrima. Es va disputar a Ciutat de Luxemburg, Luxemburg.

## Resultats

### Resultats masculins
| Proves            | Or | Plata | Bronze |
| Floret individual | Christian d'Oriola | Edoardo Mangiarotti | Giancarlo Bergamini                                                                                              |
| Floret per equips | Itàlia · Giancarlo Bergamini · Manlio Di Rosa · Roberto Ferrari · Edoardo Mangiarotti · Renzo Nostini · Antonio Spallino | França · Claude Bancilhon · René Cintrat · Roger Closset · Christian d'Oriola · Claude Netter · Adrien Rommel          | Hongria · Aladár Gerevich · József Gyuricza · József Marosi · Endre Palócz · Bertalan Szőcs · Endre Tilli        |
| Espasa individual | Edoardo Mangiarotti | Carlo Pavesi | Franco Bertinetti                                                                                                |
| Espasa per equips | ItàliaGiorgio Anglesio · Franco Bertinetti · Giuseppe Delfino · Armando Dellantonio · Carlo Pavesi · Edoardo Mangiarotti | SuèciaPer Carleson · Sven Fahlman · Carl Forssell · Bengt Ljungquist · Berndt-Otto Rehbinder · Nils Rydström           | FrançaDaniel Dagallier · Yves Dreyfus · Maurice Huet · Armand Mouyal · Jean-Pierre Muller · Claude Nigon         |
| Sabre individual  | Rudolf Kárpáti | Pál Kovács | Tibor Berczelly                                                                                                  |
| Sabre per equips  | HongriaTibor Berczelly · Aladár Gerevich · Rudolf Kárpáti · Pál Kovács · Dániel Magay · Bertalan Papp                    | PolòniaJerzy Pawłowski · Wojciech Zabłocki · Zygmunt Pawlas · Jerzy Twardokens · Andrzej Piątkowski · Marian Kuszewski | FrançaJean Brousse · Jacques Lefèvre · Jean Levavasseur · Bernard Morel · Jacques Roulot · Jean-François Tournon |

### Resultats femenins
| Proves            | Or                                                                                                 | Plata                                                                                    | Bronze |
| Floret individual | Karen Lachmann                                                                                     | Ilona Elek                                                                               | Renée Garilhe |
| Floret per equips | HongriaIlona Elek · Margit Elek · Katalin Kiss · Magdolna Kovács · Zsuzsanna Morvay · Magda Zsabka | ItàliaIrene Camber · Velleda Cesari · Bruna Colombetti · Vera Mantovani · Silvia Strukel | FrançaCatherine Delbarre · Renée Garilhe · Françoise Gouny · Marguerite Lavagne · Françoise Mailliard · Régine Veronnet |

## Medaller
| Posició | País    | Or | Plata | Bronze | Total |
| 1       | Itàlia  | 3  | 3     | 2      | 8     |
| 2       | Hongria | 3  | 2     | 2      | 7     |
| 3       | França  | 1  | 1     | 4      | 6     |
| 4       | França  | 1  | 0     | 0      | 1     |
| 5       | Polònia | 0  | 1     | 0      | 1     |
| 5       | Suècia  | 0  | 1     | 0      | 1     |